# Martin Majnovics
Martin Majnovics (* 26. Oktober 2000 in Sopron) ist ein ungarischer Fußballspieler.

## Karriere

### Verein
Majnovics begann seine Karriere beim SC Sopron. Im Januar 2014 wechselte er nach Österreich in die Jugend der SV Mattersburg. Zur Saison 2014/15 kam er in die AKA Burgenland, in der er bis 2018 sämtliche Altersstufen durchlief.
Im Mai 2017 debütierte er gegen den SV St. Margarethen für die Amateure seines Stammklubs Mattersburg in der viertklassigen Burgenlandliga. Bis Saisonende kam er zu drei Einsätzen für Mattersburg II. In der Saison 2017/18 kam er sieben Mal in der Burgenlandliga zum Einsatz. Mit den Mattersburger Amateuren konnte er zu Saisonende als Meister in die Regionalliga aufsteigen. Sein Debüt in der dritthöchsten Spielklasse gab er im August 2018 gegen den SV Leobendorf. Im September 2018 erzielte er bei einer später 3:0-strafverifizierten Niederlage der Mattersburger gegen die Amateure des SKN St. Pölten sein erstes Drittligator. Bis Saisonende kam er zu 23 Einsätzen, in denen er zwei Tore erzielte.
Im Juni 2020 stand er gegen den SKN St. Pölten erstmals im Kader der Profis der Burgenländer. Im selben Monat debütierte er schließlich auch in der Bundesliga, als er am 29. Spieltag der Saison 2019/20 gegen den SCR Altach in der 78. Minute für Michael Lercher eingewechselt wurde. Nach der Saison 2019/20 stellte Mattersburg den Spielbetrieb ein.
Daraufhin wechselte er im Oktober 2020 zum SKN St. Pölten, bei dem er einen bis Juni 2022 laufenden Vertrag erhielt. Für den SKN kam er bis zum Ende der Saison 2020/21 zu fünf Bundesligaeinsätzen. Der Verein stieg zu Saisonende jedoch aus der Liga ab. Nach der Saison 2020/21 verließ er daraufhin den Klub.
Danach kehrte er zur Saison 2021/22 nach sieben Jahren in Österreich nach Ungarn zurück und schloss sich dem Zalaegerszegi TE FC an. Für Zalaegerszeg kam er bis zur Winterpause allerdings nie zum Einsatz. Daher wurde er im Februar 2022 zurück nach Österreich an den Zweitligisten SV Horn verliehen. Für Horn kam er während der Leihe zu zwölf Einsätzen in der 2. Liga. Im Juni 2022 löste er seinen Vertrag in Zalaegerszeg auf, womit er nach dem Ende der Leihe nicht mehr dorthin zurückkehrte.
Nach einem halben Jahr ohne Klub wechselte er im Januar 2023 nach Österreich zum drittklassigen Schwarz-Weiß Bregenz.

### Nationalmannschaft
Majnovics debütierte 2016 für die ungarische U-17-Auswahl. Mit dieser nahm er 2017 auch an der EM teil, bei der er mit den Ungarn im Viertelfinale an der Türkei scheiterte. Majnovics kam während des Turniers in allen vier Spielen seines Landes zum Einsatz. Im September 2017 kam er erstmals für die U-19-Mannschaft zum Einsatz.
Im Oktober 2019 gab er gegen Kroatien sein Debüt für das U-21-Team.